# Xatoi
Xatoi (rus: Шато́й; txetxè: Шуьйта, Xuita) és un poble de Txetxènia (Rússia) que és el centre administratiu del raion de Xatoi. L'any 2002 tenia 1.771 habitants.